# Sean Maitland
Sean Daniel Maitland (nacido en Tokoroa el 14 de septiembre de 1988) es un jugador de rugby británico, de origen neozelandés, que juega de Wing o de Fullback para la selección de rugby de Escocia y, actualmente (2015) para los London Irish de la Aviva Premiership inglesa.
Previamente ha jugado para los Glasgow Warriors en el PRO12, los Crusaders en el Super Rugby y Canterbury en la ITM Cup.
Su debut con la selección nacional de Escocia se produjo en un partido contra Inglaterra en Twickenham el 2 de febrero de 2013.
Seleccionado por Escocia para la Copa Mundial de Rugby de 2015, en el partido contra  Estados Unidos, que terminó con victoria escocesa 39-16, Maitland anotó un ensayo.